# Gunreibu

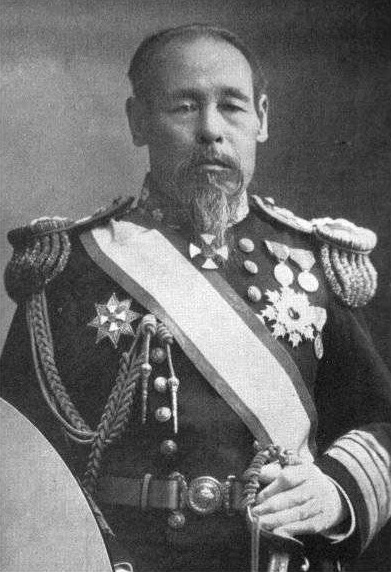
Kuranosuke Nakamuta, první náčelník Kaigun gunreibu v letech 1893 a 1894

Kaigun gunreibu (japonsky 海軍軍令部), od 1933 jenom Gunreibu (japonsky 軍令部), neboli (námořní) generální štáb, bylo nejvyšší operační velitelství japonského císařského námořnictva. Byl zřízen v roce 1893 reorganizací předchozího Kaigun sanbóbu (海軍参謀部 ~ úřad námořního generálního štábu) a zodpovídal se jenom a pouze císaři. Zajišťoval plánování a řízení námořní obrany Japonského císařství, námořních operací, expedicí a námořní přepravy. Navíc plánoval výstavbu loďstva, jeho organizaci a výcvik. V době války zasedala část jeho členů v námořní sekci Daihonei (大本営 ~ císařský generální štáb).
Po japonské kapitulaci byl Gunreibu 15. října 1945 rozpuštěn.
U japonských jmen je rodné jméno uváděno na prvním místě a rodové jméno na druhém
Při přepisu japonštiny byla použita česká transkripce

## Historie

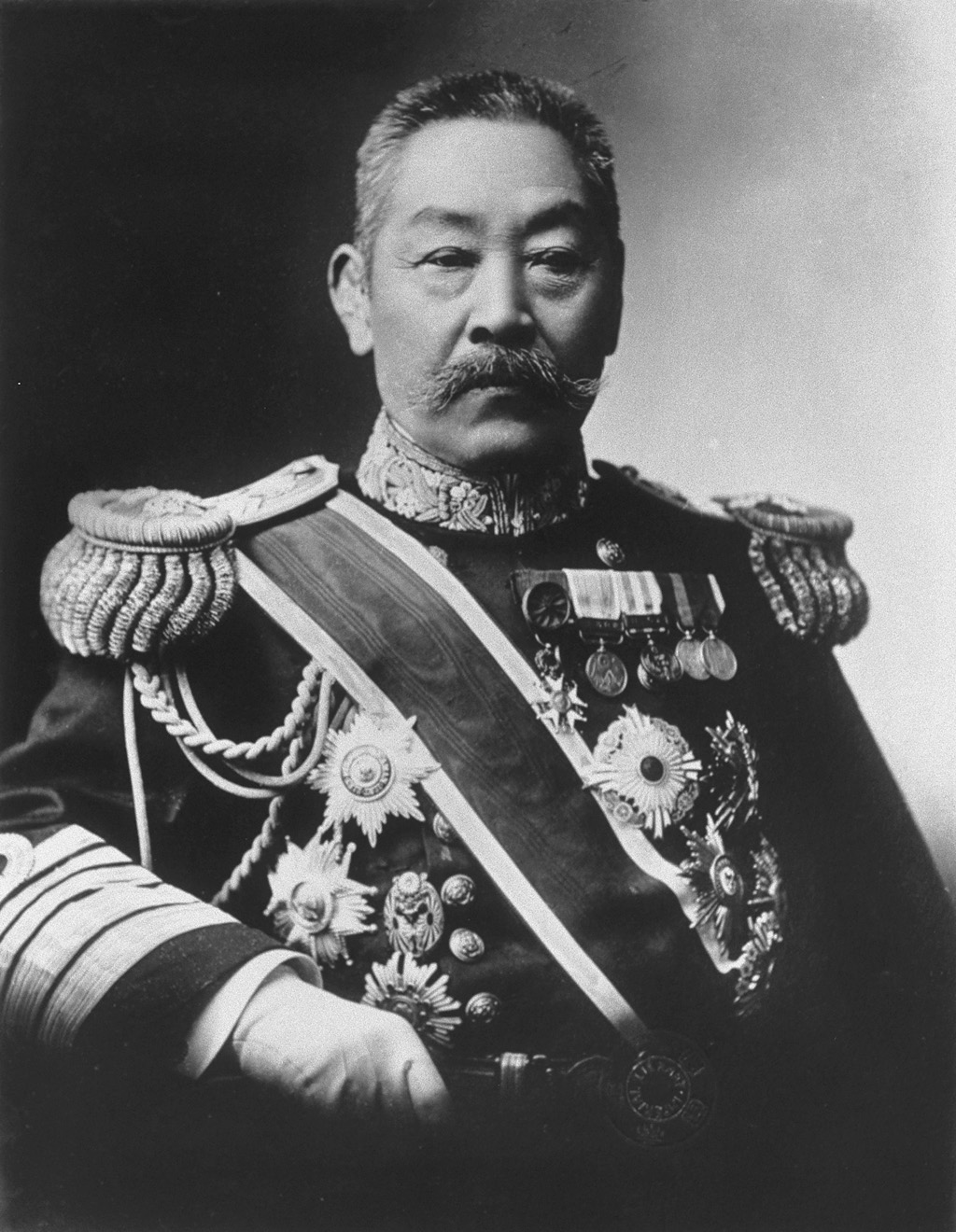
Sukejuki Itó, nejdéle sloužící náčelník Kaigun gunreibu – tuto pozici zastával přes 10 let mezi lety 1895 a 1905

Císařské námořnictvo muselo ve svých počátcích bojovat o nezávislost na císařské armádě. Záležitosti armády i námořnictva řídilo Hjóbušó (兵部省 ~ vojenské ministerstvo). Po založení Kaigunšó (海軍省 ~ ministerstvo námořnictva) v roce 1872 byla v Sanbókjoku (参謀局 ~ společný generální štáb/úřad podřízený Hjóbušó) zřízena 6. kancelář (第六局 dai-roku kjoku). Ta byla v únoru 1874 přejmenována na Kaigun gundži bu (海軍軍事部 ~ sekce námořních záležitostí). Úkoly (stále neexistujícícho) námořního generálního štábu řešilo od 5. prosince 1878 Sanbó honbu (参謀本部 ~ (armádní) štábní velitelství), které bylo společné pro armádu i námořnictvo. V rámci Sanbó honbu byly 18. března 1886 zřízeny oddělené Rikugunbu a Kaigunbu (陸軍部 a 海軍部 ~ armádní a námořní sekce). Dne 14. května 1888 byl společný štáb v rámci Sanbó honbu rozpuštěn a Rikugunbu a Kaigunbu byly nahrazeny samostatnými Rikogun sanbó honbu a Kaigun sanbó honbu (陸軍参謀本部 a 海軍参謀本部 ~ armádní a námořní štábní velitelství).
Dne 7. března 1889 bylo Kaigun sanbó honbu vyjmuto z pravomoci Rikugunšó (陸軍省 ~ armádní ministerstvo války), přejmenováno na Kaigun sanbóbu a podřízeno Kaigunšó.
K 20. květnu 1893 bylo Kaigun sanbóbu zrušeno a 22. května 1893 bylo založeno Kaigun gunreibu, nezávislé na jakékoliv civilní, či vojenské instituci a podřízené pouze císaři. Nové Kaigun gunreibu, mělo vedle plánování námořních operací, námořního transportu, obrany pobřeží a námořní rozvědky (což byly úkoly již Kaigun sanbóbu) na starosti navíc organizaci jednotlivých kantai (艦隊 ~ loďstvo) a sentai (戦隊 ~ eskadra). Administrativní řízení námořnictva (a zprostředkovaně i zajišťování finančních prostředků) zůstalo v pravomoci Kaigunšó (které rovněž mělo přístup k císaři). V dobách války tvořila část členů Kaigun gunreibu zároveň část námořní sekce Daihonei, což bylo nejvyšší (a jediné) společné velení císařských ozbrojených sil.
V listopadu 1897 k povinnostem Kaigun gunreibu přibylo i plánování národní obrany (国防 kokubó).
Dne 27. září 1933 byl Kaigun gunreibu přejmenován na Gunreibu a jako takový zůstal zachován až do 15. října 1945, kdy byl po japonské kapitulaci na konci druhé světové války rozpuštěn.

## Struktura

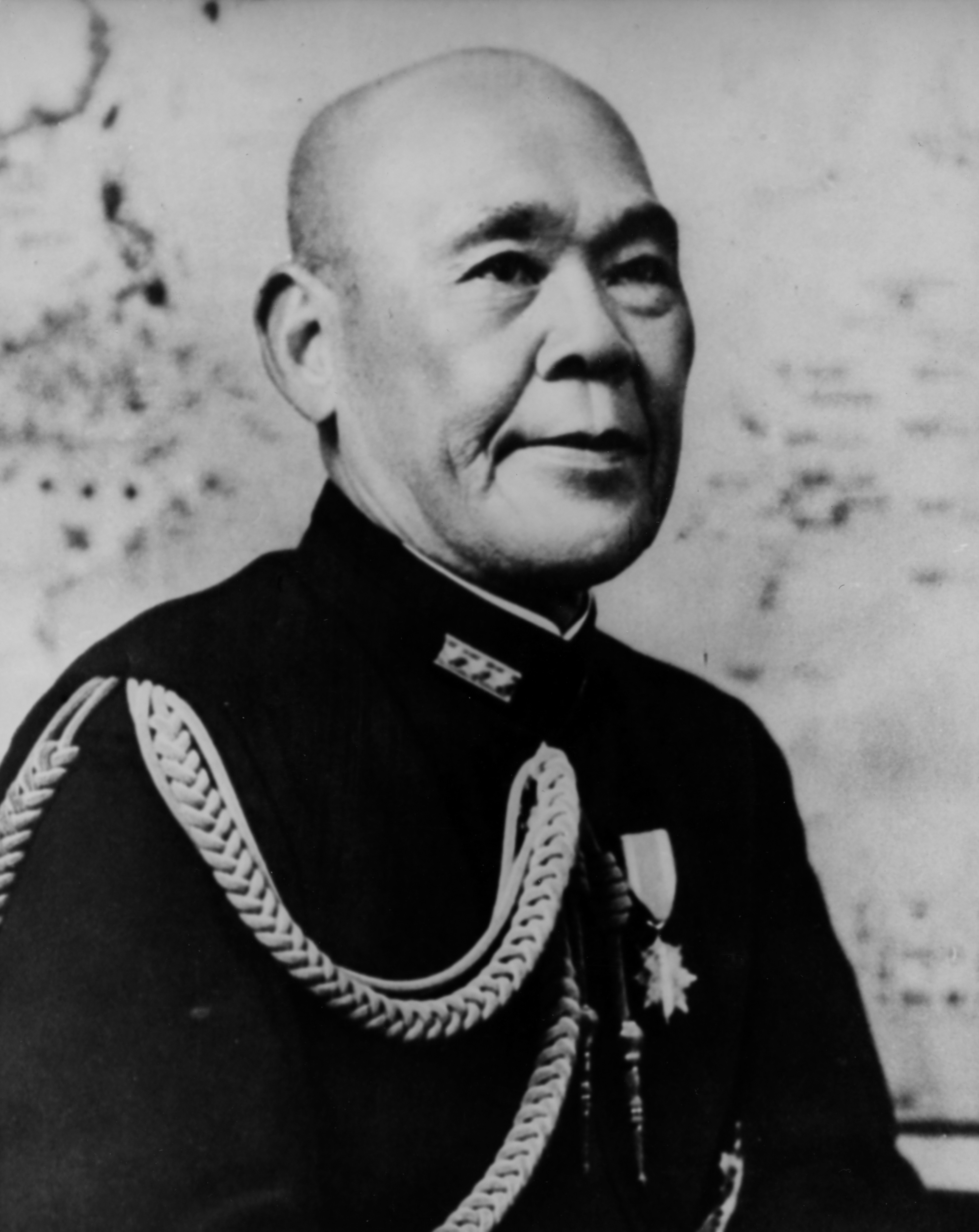
Osami Nagano, náčelník Gunreibu po větší část druhé světové války

Kaigun gunreibu se původně dělil na jednotlivé ka (科 ~ sekce). Ty byly (pravděpodobně v listopadu 1897) přejmenovány na kjoku (局 ~ úřad). K další změně došlo 26. prosince 1903, kdy se z kjoku staly sanbó (参謀 ~ štáb). Ty vydržely až do 1. února 1937, kdy byla ustanovena nová (a v podstatě konečná) struktura Gunreibu založená na čtyřech bu (部 ~ divize) o celkem deseti ka:
- 1. bu – operační:
  - 1. ka – zodpovědná za obranu Japonského císařství, plánování válečných operací a organizaci kantai a sentai
  - 2. ka – zodpovědná za výcvik
- 2. bu – válečné přípravy:
  - 3. ka – zodpovědná za vypracování plánů rozvoje loďstva, plánování náhrady plavidel, letounů a vybavení
  - 4. ka – zodpovědná za plánování námořních expedic a námořní přepravy
- 3. bu – rozvědka:
  - 5. ka – zodpovědná za zpravodajské pokrytí Ameriky
  - 6. ka – zodpovědná za zpravodajské pokrytí Číny
  - 7. ka – zodpovědná za zpravodajské pokrytí Evropy
  - 8. ka – zodpovědná za zpravodajské pokrytí Velké Británie
- 4. bu, zahrnující 9. a 10. ka, zajišťovala vše, co se týkalo komunikace a šifrování

Dne 5. listopadu 1940 byla v rámci 4. bu zřízena 11. ka, která měla za úkol vypracovat oficiální vojenskou historii od počátku čínsko-japonské války.

## Seznam náčelníků štábu
Náčelníky štábu (海軍軍令部長 Kaigun gunreibu čó od 1893, respektive 軍令部総長 Gunreibu sóčó od 1933) byli tito admirálové:
| Od:               | Hodnost:                                                                        | Jméno:                |
| ----------------- | ------------------------------------------------------------------------------- | --------------------- |
| 22. května 1893   | čújó (中将 ~ viceadmirál)                                                       | Kuranosuke Nakamuta   |
| 18. července 1894 | čújó (od 10. května 1895 taišó (大将 ~ admirál))                                | Sukenori Kabajama     |
| 11. května 1895   | čújó (od 28. září 1898 taišó)                                                   | Sukejuki Itó          |
| 20. prosince 1905 | taišó                                                                           | Heihačiró Tógó        |
| 1. prosince 1909  | čújó (od 1. prosince 1910 taišó)                                                | Goró Idžúin           |
| 22. dubna 1912    | čújó (od 28. srpna 1915 taišó)                                                  | Hajao Šimamura        |
| 1. prosince 1920  | taišó                                                                           | Gentaró Jamašita      |
| 15. dubna 1925    | taišó                                                                           | Kantaró Suzuki        |
| 22. ledna 1929    | taišó                                                                           | Hiroharu Kató         |
| 11. června 1930   | taišó                                                                           | Naomi Taniguči        |
| 2. února 1932     | taišó (od 27. května 1932 gensui kaigun-taišō (元帥海軍大将 ~ admirál loďstva)) | princ Fušimi Hirojasu |
| 9. dubna 1941     | taišó (od 21. června 1943 gensui kaigun-taišō)                                  | Osami Nagano          |
| 21. února 1944    | taišó                                                                           | Šigetaró Šimada       |
| 2. srpna 1944     | taišó                                                                           | Koširó Oikawa         |
| 29. května 1945   | taišó                                                                           | Soemu Tojoda          |